# Enrique Porta
Francisco Enrique Porta Guíu (Villanueva de Gállego, 17 dicembre 1944) è un ex calciatore spagnolo, di ruolo attaccante.

## Carriera
Giocò nella Liga con le maglie di Granada e Real Saragozza. Fu Pichichi nel 1972.